# Susana Rostagnol
Susana Margarita Rostagnol Dalmas (Colonia del Sacramento, 27 de marzo de 1955) es una antropóloga, docente e investigadora feminista uruguaya. Es coordinadora del Programa Género, Cuerpo y Sexualidad en la Facultad de Humanidades y Ciencias de la Educación de la Universidad de la República.

## Carrera
Egresó en 1985 de la Licenciatura en Ciencias Antropológicas con especialización en Antropología Cultural y Etnografía por la Udelar. En 2010, obtuvo el Doctorado en Antropología Social por la Universidad de Buenos Aires, siendo el título de su tesis final "Relaciones de género y aborto voluntario : políticas del cuerpo y de la reproducción".
Desde el año 2000, coordina el Programa Género Cuerpo y Sexualidad, conformado por docentes, egresados y estudiantes de la FHCE. Sus líneas de investigación sonː el trabajo sexual, la salud sexual y reproductiva, situación de las mujeres e inequidad de género, derechos sexuales y derechos reproductivos, violencia contra la mujer, masculinidades, prácticas sexuales y regulación de la fecundidad, mujeres y comunicación, diversidad sexual.

## Publicaciones destacadas
- Entre la reproducción y el erotismo ː recorridos de la sexualidad desde el feminismo. Enː Trashumancias ː búsquedas teóricas feministas sobre cuerpo y sexualidad (2018). Ediciones universitarias (Udelar).
- El difícil camino de las mujeres en los partidos políticos. Enː Feminismos, transformaciones y propuestas alternativas en América Latina (2017). CLACSO.
- Relaciones de género y aborto voluntario ː políticas del cuerpo y de la reproducción (2016). CSIC.
- As vicissitudes da Lei da Interrupção Voluntária da Gravidez no Uruguai ː estratégias conservadoras para evitar o exercício do direito de decidir das mulheres. Enː Aborto e democracia (2015). Alameda Casa Editorial.[3]